# Nephelobotys evenoralis
Nephelobotys evenoralis is een vlinder van de familie van de grasmotten (Crambidae). De wetenschappelijke naam van deze soort is voor het eerst voorgesteld als Pionea evenoralis door Francis Walker in een publicatie uit 1859.
De soort komt voor in China en Japan.